# New York Telephone Building
Das Barclay–Vesey Building, offiziell The Barclay, auch Verizon Building (früher New York Telephone Building), ist ein 1927 erbauter Wolkenkratzer in Manhattan in New York City. Das Büro- und Wohngebäude diente einst als Firmensitz und ist heute zum Teil im Besitz des US-amerikanischen Telekommunikationsunternehmens Verizon Communications und gilt als eines der ersten Art-déco-Gebäude der Stadt.

## Beschreibung
Das Hochhaus befindet sich in Lower Manhattan im Financial District an der Grenze zu TriBeCa in direkter Nachbarschaft zum neuen World Trade Center. Es nimmt einen ganzen Block ein, der von der West Street im Westen, der Barclay Street im Norden, der Washington Street im Osten und der Vesey Street im Süden begrenzt ist. Direkte Nachbargebäude sind das One World Trade Center südlich und das 7 World Trade Center östlich. Jenseits der West Street steht das Goldman Sachs Building (200 West Street).
Das Gebäude wurde im Art-déco-Stil von Ralph Walker vom Architekturbüro McKenzie, Voorhees, Gmelin & Walker entworfen. Erbaut von 1923 bis 1927 war es lange Zeit der Firmensitz von New York Telephone Company und seinem Nachfolger Verizon Communications. Bis um 1970 stand das Gebäude, nur von der West Street getrennt, direkt am Hudson River und den Piers. Seitdem trennt der neuerrichtete Stadtteil Battery Park City das Gebäude vom Fluss. Der Wolkenkratzer ist 151,8 Meter (498 Fuß) hoch und hat 32 Etagen. Oberhalb der 10. Etage hat es gemäß den Bauvorschriften von 1916 zahlreiche Buchten und Rückstufungen. Die mit Pfeilern unterteilte Fassade besteht aus Backsteinen und zum Großteil aus Kalksteinplatten. Sie ist zur Auflockerung mit zahlreichen Verzierungen dekoriert. Die Fassade sowie die Lobby im Erdgeschoss wurden am 1. Oktober 1991 von der New York City Landmarks Preservation Commission zum Wahrzeichen der Stadt erklärt.
Bei den Terroranschlägen am 11. September 2001 wurde das Gebäude aufgrund seiner Nähe zum World Trade Center 7 und den Twin Towers an der Süd- und Ostseite erheblich beschädigt und daraufhin bis zum Jahr 2005 für 1,4 Milliarden US-Dollar restauriert. Das Barclay–Vesey Building wurde am 30. April 2009 in das National Register of Historic Places aufgenommen. Das Gebäude wurde 2012 durch Sturmfluten des Hurrikans Sandy teilweise überflutet, die in die Kellergeschosse eindrangen, alle Aufzüge bis auf einen außer Betrieb setzten und die Wandgemälde in der Lobby beschädigten. Verizon verkaufte 2013 die Stockwerke oberhalb der 10. Etage mit Ausnahme der 28. und 29. Etage, wo die Geschäftsleitung sitzt, an Magnum Real Estate. Magnum Real Estate wandelte die erworbenen Stockwerke bis 2016 in eine Eigentumswohnanlage namens 100 Barclay um. Gleichzeitig verlegte Verizon 1100 Mitarbeiter nach Downtown Brooklyn und in seinen Hauptsitz 1095 Avenue of the Americas (Three Bryant Park, seit 2016 Salesforce Tower).

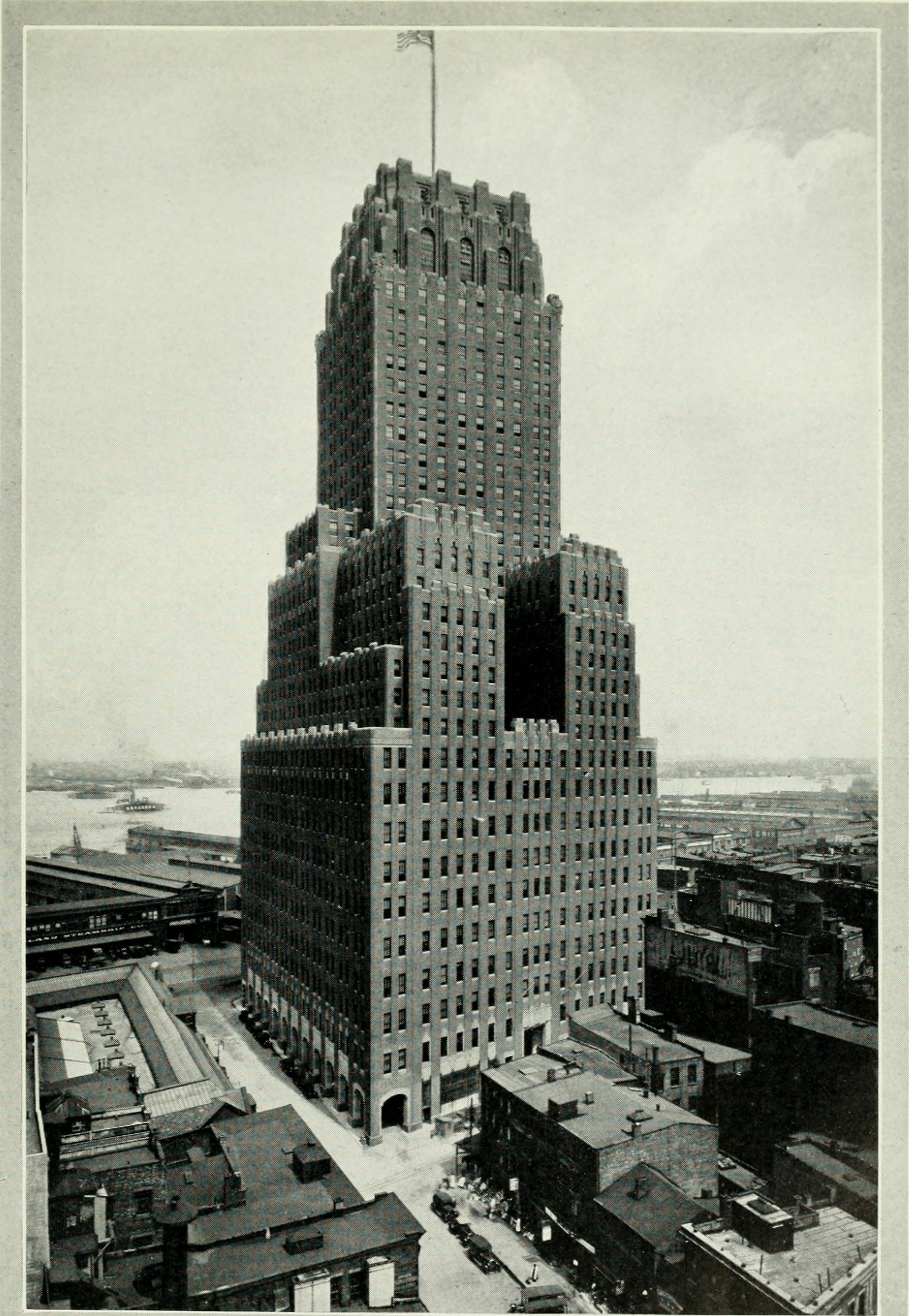
Barclay–Vesey Building kurz nach seiner Erbauung 1929
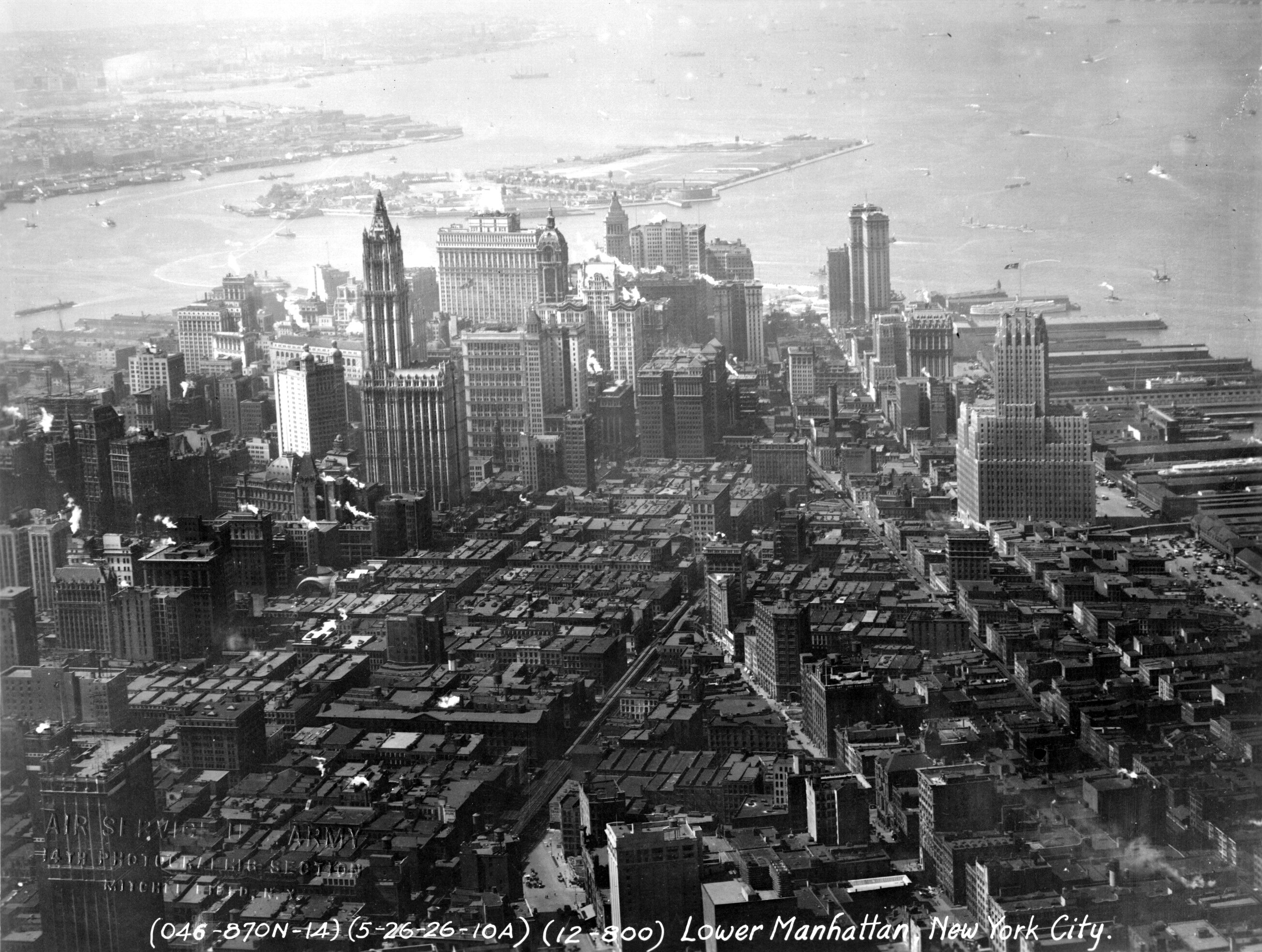
1926 zentral rechts in Schrägluftbild Lower Manhattans
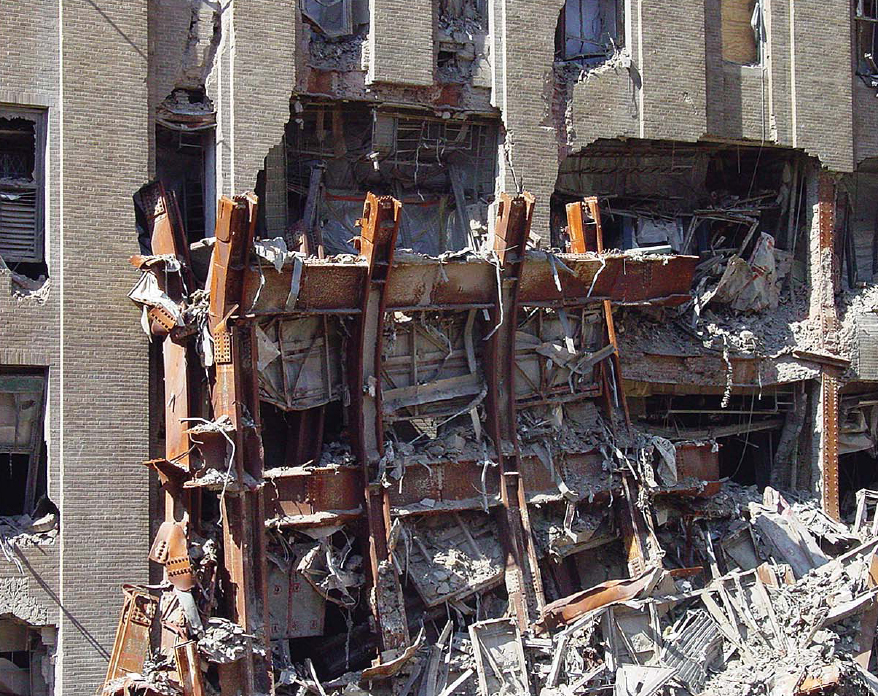
Schaden am Gebäude durch den Einsturz des WTC 7
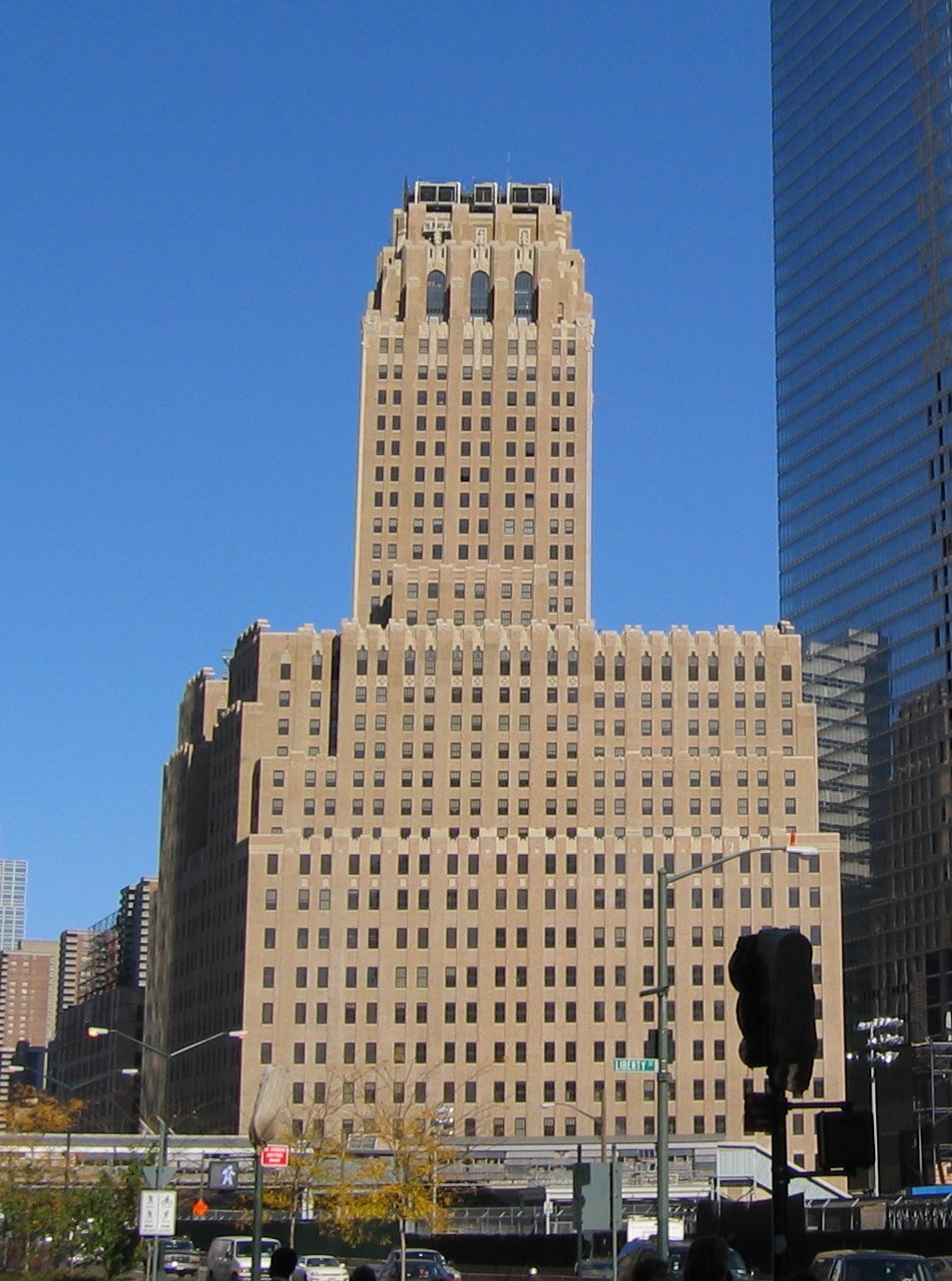
Die Südfassade nach der Restaurierung im Jahr 2005
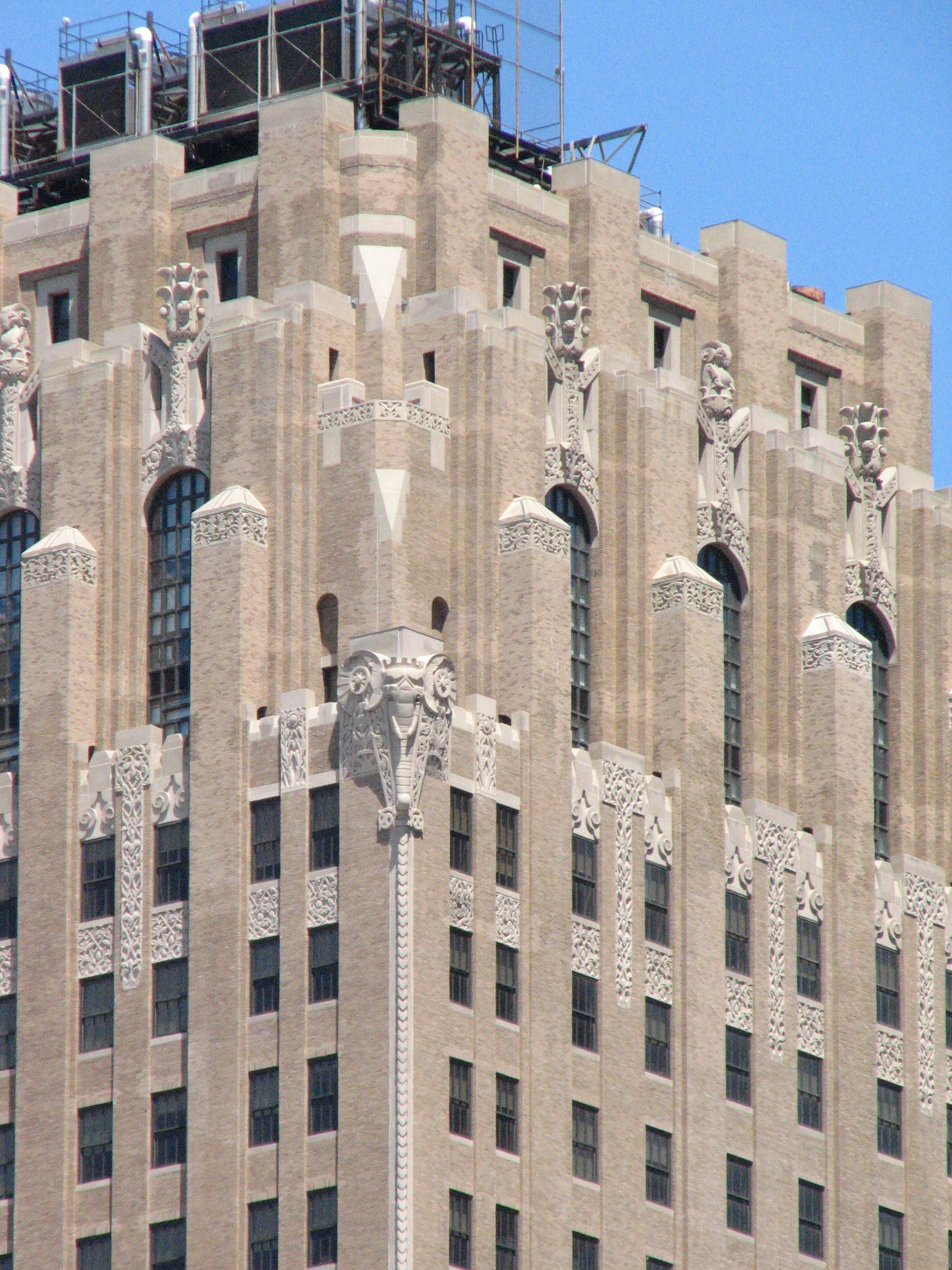
Blick auf die obersten Geschosse im Jahr 2008
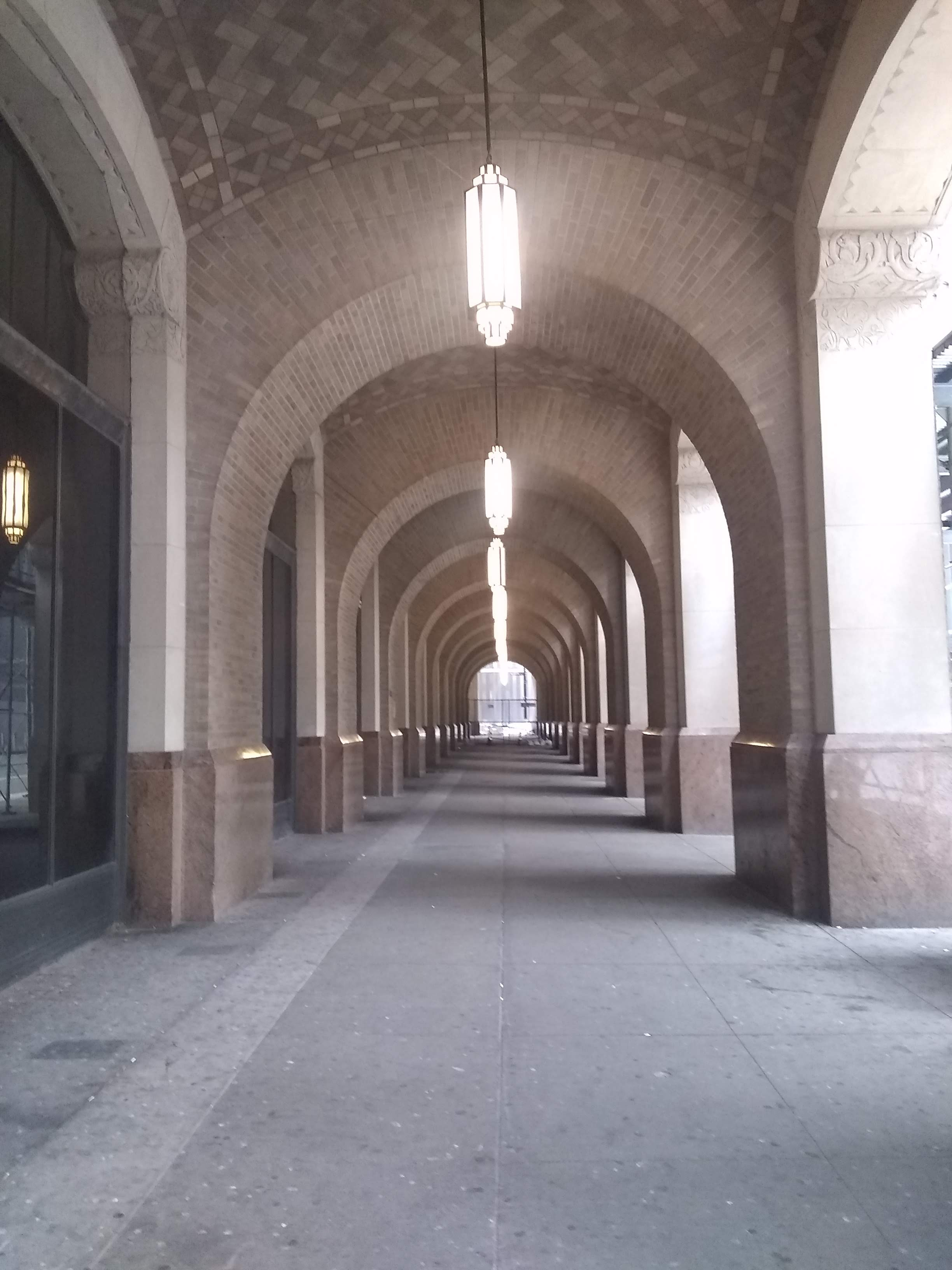
Arkadengang im Sockel an der Vesey Street